# ヘキサクロリド白金(IV)酸アンモニウム
ヘキサクロリド白金(IV)酸アンモニウム（ヘキサクロリドはっきん よん さんアンモニウム、英: ammonium hexachloroplatinate(IV)）は、化学式が [NH4]2[PtCl6] と表される白金錯体である。吸湿性でない可溶な白金(IV)塩のまれな例である。強く黄色に着色した水溶液を形成する。1 mol/Lの NH4Cl 水溶液に対する溶解度はわずか0.0028 g/100 mLである。

## 製法と構造
ヘキサクロリド白金(IV)酸アンモニウムは、独立した四面体形のアンモニウムカチオン NH4+ と、八面体形のヘキサクロリド白金(IV)酸アニオン [PtCl6]2- からなる。通常、アンモニウム塩の溶液をヘキサクロリド白金(IV)酸の溶液で処理することによって細かい黄色の沈殿として得られる。溶解度が非常に低いため、この処理は鉱石やリサイクル残渣から白金を分離するために用いられる。

## 利用と反応
ヘキサクロリド白金(IV)酸アンモニウムは白金めっきに使われる。
水素気流下で [NH4]2[PtCl6] を200 °Cに加熱するとスポンジ状白金が得られる。これを塩素で処理すると H2PtCl6 が得られる。